# Machimus vadimi
Machimus vadimi är en tvåvingeart som beskrevs av Pavel Lehr 1981. Machimus vadimi ingår i släktet Machimus och familjen rovflugor. Inga underarter finns listade i Catalogue of Life.